# Nördhöjden
Nördhöjden är ett naturreservat i Sollefteå kommun i Västernorrlands län.
Området är naturskyddat sedan 2016 och är 52 hektar stort. Reservatet omfattar stora delar av Nördhöjden. Reservatet består av barrnaturskog med inslag av lövträd.